# Village of Grosse Pointe Shores
Village of Grosse Pointe Shores es una ciudad ubicada en el condado de Macomb y condado de Wayne en el estado estadounidense de Míchigan. En el Censo de 2010 tenía una población de 3008 habitantes y una densidad poblacional de 60,41 personas por km².

## Geografía
Village of Grosse Pointe Shores se encuentra ubicada en las coordenadas 42°27′4″N 82°52′13″O / 42.45111, -82.87028. Según la Oficina del Censo de los Estados Unidos, Village of Grosse Pointe Shores tiene una superficie total de 49.79 km², de la cual 2.98 km² corresponden a tierra firme y (94.02%) 46.82 km² es agua.

## Demografía
Según el censo de 2010, había 3008 personas residiendo en Village of Grosse Pointe Shores. La densidad de población era de 60,41 hab./km². De los 3008 habitantes, Village of Grosse Pointe Shores estaba compuesto por el 92.79% blancos, el 1.93% eran afroamericanos, el 0.27% eran amerindios, el 3.76% eran asiáticos, el 0% eran isleños del Pacífico, el 0.23% eran de otras razas y el 1.03% pertenecían a dos o más razas. Del total de la población el 1.86% eran hispanos o latinos de cualquier raza.